# Famille Pozzo di Borgo
Pour les articles homonymes, voir Pozzo et Borgo (homonymie).
 (juillet 2017).
 (mars 2018).
Améliorez-le ou discutez des points à vérifier. 
La famille Pozzo di Borgo est une famille subsistante de la noblesse française originaire de Corse où elle était connue dès le XVe siècle. Elle a une filiation prouvée depuis 1629, et fut maintenue noble en 1774 par le Conseil souverain de Corse. Elle a formé de nombreux rameaux, encore subsistants.
Plusieurs de ses membres se sont distingués dans l’armée, la diplomatie, la politique et la finance.

## Histoire
La famille Pozzo di Borgo est connue en Corse dès le XVe siècle. Elle prouve sa filiation depuis l'année 1629,.

### Des lignées d'officiers, d'hommes de loi et de capitaines corailleurs
Pier Lovico da Pozzo di Borgo qui vit au milieu du XVe siècle est l’ancêtre de la branche de la famille qui s’installa et prospéra sur l’île de Zante (Grèce). Cette branche donna entre autres, Stefano Pozzo di Borgo, soldat à Ajaccio en 1598 et capitaine au service de Venise en 1606 ; Domenico Pozzo di Borgo (1612-1685) resté aux ordres du gouvernement vénitien pendant 51 ans pour finir sa carrière comme colonel de la compagnie d’italiens en 1675 aux îles de Corfou, Suda et Zante et major de la place de Candie. Il épouse à Zante le 29 avril 1649 Elena Apostoliti, fille de Giorgio d’une noble famille de Zante ; Girolamo Pozzo di Borgo (1660-1705) sergent major au service de Venise, capitaine en 1683. Il épouse en 1684 Bianca Mocenigo, fille du noble Battista. Cette branche s’éteindra à Venise en la personne de Girolamo Pozzo di Borgo, sergent-major en 1737, qui meurt sans postérité connue.
Alors que certaines branches de la famille Pozzo di Borgo donnent des lignées d’hommes de loi, notaires, avocats, d’autres en revanche se tournent vers la mer dans les compagnies de capitaines corailleurs. À partir du XVIIe siècle, la famille Pozzo di Borgo se divise en de nombreuses branches établies principalement dans les villes et villages de Corse, en particulier à Ajaccio, Alata, Appietto et Villanova mais également sur les rives de la Méditerranée. En Corse ils font partie de la noblesse et représentent les Corses auprès du conseil génois.

## Noblesse et titres
Après l'annexion de la Corse par la France en 1769, la famille Pozzo di Borgo fut maintenue noble par le Conseil souverain de Corse par arrêt des 9 juin et 5 septembre 1774, et se verra ainsi intégrée dans la noblesse française.
Charles-André Pozzo di Borgo fut titré comte en 1826 par l’empereur de Russie Nicolas Ier (ennemi de Napoléon, Charles-André a été ambassadeur de Russie en France de 1814 à 1830) et Charles-Jérôme Pozzo di Borgo fut titré duc en 1852 par le roi des Deux-Siciles. Ces titres étrangers ne sont toutefois pas reconnus en France.

## Propriétés
- Hôtel de Longueuil (dit aussi hôtel de Maisons, puis d'Angervilliers, puis de Soyecourt, puis hôtel Pozzo di Borgo), rue de l'Université à Paris[5], qui fut acheté par le comte Carlo Andrea (Charles-André) Pozzo di Borgo, en 1839, sous Louis-Philippe. Une partie de l'hôtel a longtemps été louée par le couturier Karl Lagerfeld qui en avait fait sa résidence parisienne. Mis en vente en 2009, l'hôtel a été acheté par le gouvernement du Gabon[6],[7].
- château de la Punta situé près d'Ajaccio en Corse, il fut construit par le deuxième duc, Jérôme Pozzo di Borgo et son fils Charles, le troisième duc ; la construction a duré de 1882 à 1891, elle s'est faite au moyen des restes du Palais des Tuileries de Paris. Le château de la Punta a été vendu en 1992 au Conseil Général de la Corse du Sud, à la suite d'un incendie survenu en 1978. Il appartient actuellement à la Collectivité de Corse, qui en assure la restauration et projette de le rendre accessible au public. Une première partie pourrait être visible en 2024.
- Château de Montretout[8], situé à Dangu en Normandie, construit par le quatrième duc Pozzo di Borgo vers 1890. Le château a été vendu en 2018 à la famille Laiguillon.

Tour de Monticci (base du XIIe siècle, reconstruite au XXe siècle) sur les hauteurs d'Ajaccio.
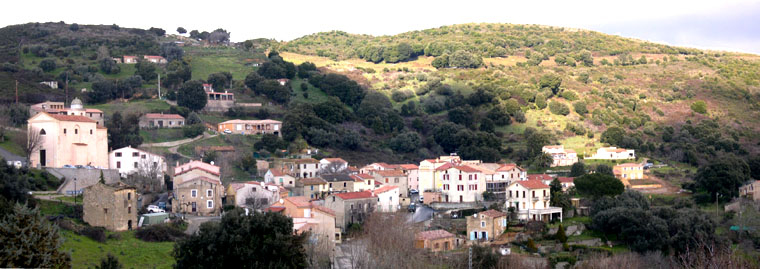
Village d'Alata, fief de la branche principale de la famille Pozzo di Borgo.
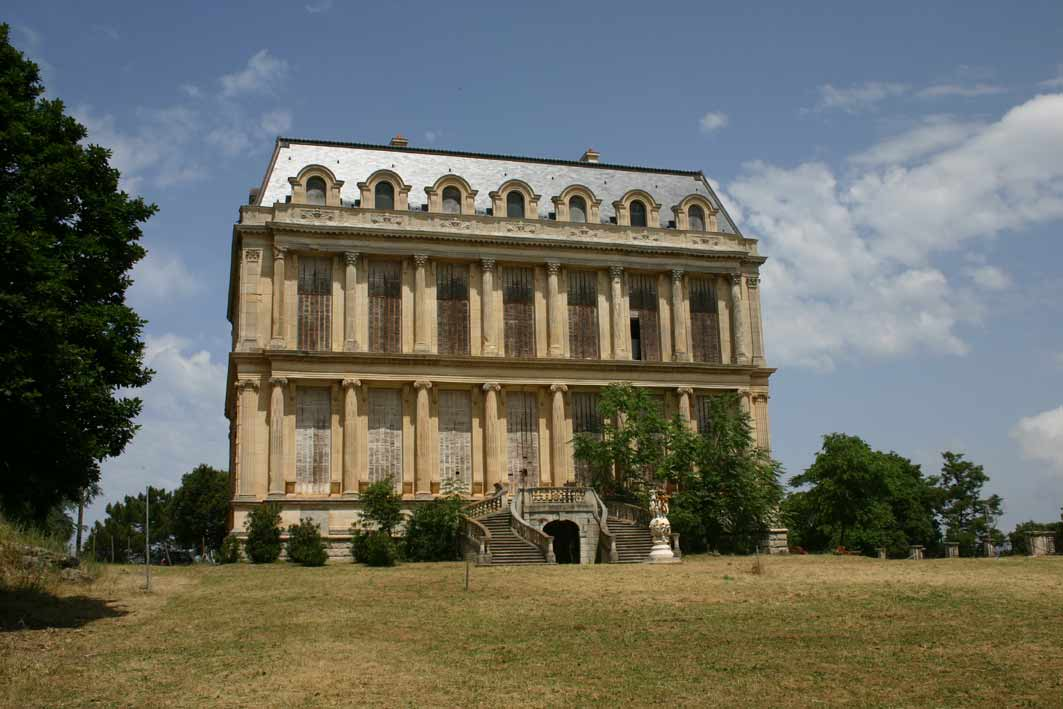
Château de la Punta, édifié par la branche ducale des Pozzo di Borgo avec des éléments architecturaux du palais des Tuileries.
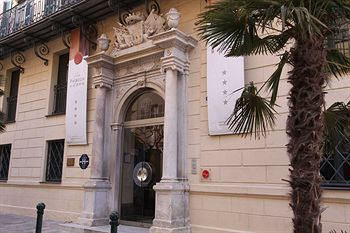
Porche du Palazzu Pozzo di Borgo, rue Bonaparte à Ajaccio.
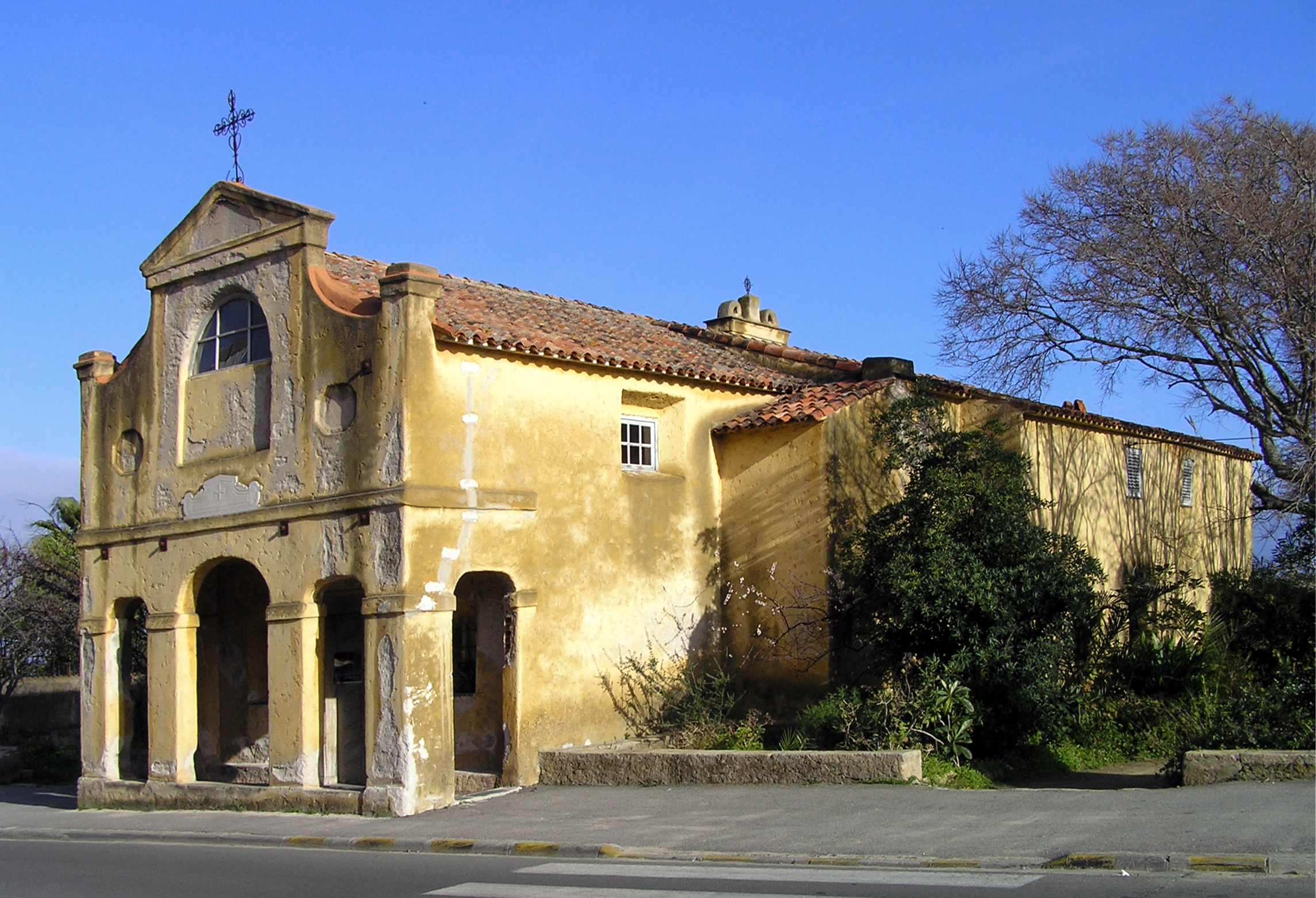
Chapelle des Grecs (Ajaccio) restaurée en 1620 par le colonel Paul-Emile Pozzo di Borgo. Plusieurs membres de la famille Pozzo di Borgo y furent inhumés.

## Une histoire mouvementée avec la famille Bonaparte: alliances et divisions
Les liens d'amitié entre les familles Pozzo di Borgo et Bonaparte ont été étroits pendant plusieurs siècles. De très nombreuses alliances matrimoniales ont rapproché les deux familles mais les ont également divisées lorsque leurs intérêts politiques divergeaient. Ainsi l’empereur Napoléon Ier eut comme ennemi farouche et tenace, son lointain cousin et ancien ami, Charles-André Pozzo di Borgo, futur ambassadeur de Russie en France.

## Personnalités
- Pasquale Pozzo di Borgo, officier corse, fils de Maestro Giovanello, († 1603), notaire, lieutenant du chancelier de l’office de Saint-Georges en 1567, orateur de l’au-delà des monts en 1584, 1589, 1591 et 1592. Capitaine d’une compagnie corse en Ligurie en 1599.
- Secondo Pozzo di Borgo, officier corse, fils de Maestro Giovanello, collecteur des tailles de la piève d’ajaccio par lettre patentes du 19 mai 1590, commissaire des routes du delà-des-monts le 15 mai 1593, capitaine de la compagnie corse de Ligurie, membre du conseil des anciens de la ville d’Ajaccio et orateur à Gênes en 1597.
- Paolo-Emilio Pozzo di Borgo, officier corse, capitaine de la compagnie corse de l’au-delà des monts, après la mort de son père en 1603, puis colonel au service du Saint-Siège. Réside à Ascoli où il meurt en 1626. Père de Paolo-Agostino et Giacomo, tous deux capitaines au service de Venise.
- Suzzone Pozzo di Borgo (1547-1634), officier corse, colonel de la garde corse du pape (1619). Auteur de la branche principale d’Alata.
- Tertio Pozzo di Borgo, officier corse, mort avant 1651, Alfière (lieutenant) dans la compagnie de Germino de Franchi, confirmé dans les privilèges d’exemption d’impôts et de taille le 28 août 1593. Capitaine de la compagnie corse en Ligurie.
- Domenico Pozzo di Borgo (1612-1685), officier corse au service de Venise pendant cinquante-et-un ans, sergent major des ordonnances de Zante, commandant et provéditeur de la citadelle de Parga en 1669, colonel d’une compagnie d’Italiens en 1675 aux îles de Corfou, Studa et Zante, puis major de la place de Candie.
- Carlo Andrea Pozzo di Borgo (1764-1842), homme politique corse, puis français, diplomate au service de la Russie. Il finit sa carrière comme ambassadeur de Russie auprès de la France puis de l’Angleterre. Ses héritiers firent ériger sur les hauteurs d'Ajaccio le château de la Punta avec une partie des ruines incendiées du palais des Tuileries.
- Giuseppe-Maria Pozzo di Borgo (1787-1827), homme politique français, président du conseil général de la Corse, colonel au service de l’Autriche, épouse à Prague en 1808 Thérèse, comtesse Wratislaw de Mittrowsky, dont la fille Marie-Thérèse épouse Joseph-Antoine, comte Baciocchi, chambellan de l’empereur Napoléon III.
- Charles Jérôme Pozzo di Borgo (1791-1879), officier français, commandant de la place de Barcelone, colonel du régiment de Hohenlohe, nommé 1er duc Pozzo di Borgo par Ferdinand II des Deux-Siciles (1852).
- Charles Jean Félix Pozzo di Borgo (1858-1902), historien et homme politique français, député de la Corse.
- Joseph Pozzo di Borgo (1890-1966), activiste d'extrême droite dans l'entre-deux-guerres.
- Olivier Pozzo di Borgo (1900-1991), professeur, historien, résistant et haut fonctionnaire français.
- Roland Pozzo di Borgo (1928-2001), homme d’affaires français, fils de Mathieu Ferrandini et de Marie-Anne Pozzo di Borgo dont il prend le nom.
- Claude Pozzo di Borgo, général de division aérienne, né à Ajaccio en 1929, ancien directeur de l'IHEDN de 1982 à 1984.
- Christian Pozzo di Borgo (1944-2004), médecin anesthésiste, universitaire, franc-maçon, grand maître du Grand Orient de France de 1988 à 1989.
- Yves Pozzo di Borgo (° 1948), homme politique français, ancien sénateur centriste et membre de l'Assemblée parlementaire du Conseil de l'Europe. Diffuse des thèses complotistes et antivax pendant la pandémie de Covid-19, puis devient un relais de la propagande russe pendant la guerre en Ukraine.
- Philippe Pozzo di Borgo (1951-2023), homme d’affaires dont l’histoire est évoquée dans le film Intouchables en 2011.
- Cécile Pozzo di Borgo, née Mouton-Brady (1952), haut fonctionnaire, ancienne ambassadrice de France en République dominicaine et au Pérou, ancienne préfète de l’Aveyron, nommée administratrice supérieure des Terres australes et antarctiques françaises le 18 septembre 2014. Elle est l'épouse d'Alain Pozzo di Borgo.
- Louis Pozzo di Borgo (1977) président de la Communauté d'agglomération de Bastia (depuis 2020), premier adjoint au maire de Furiani, et Conseiller à l'Assemblée de Corse[9] au sein du groupe autonomiste majoritaire.

## Portraits

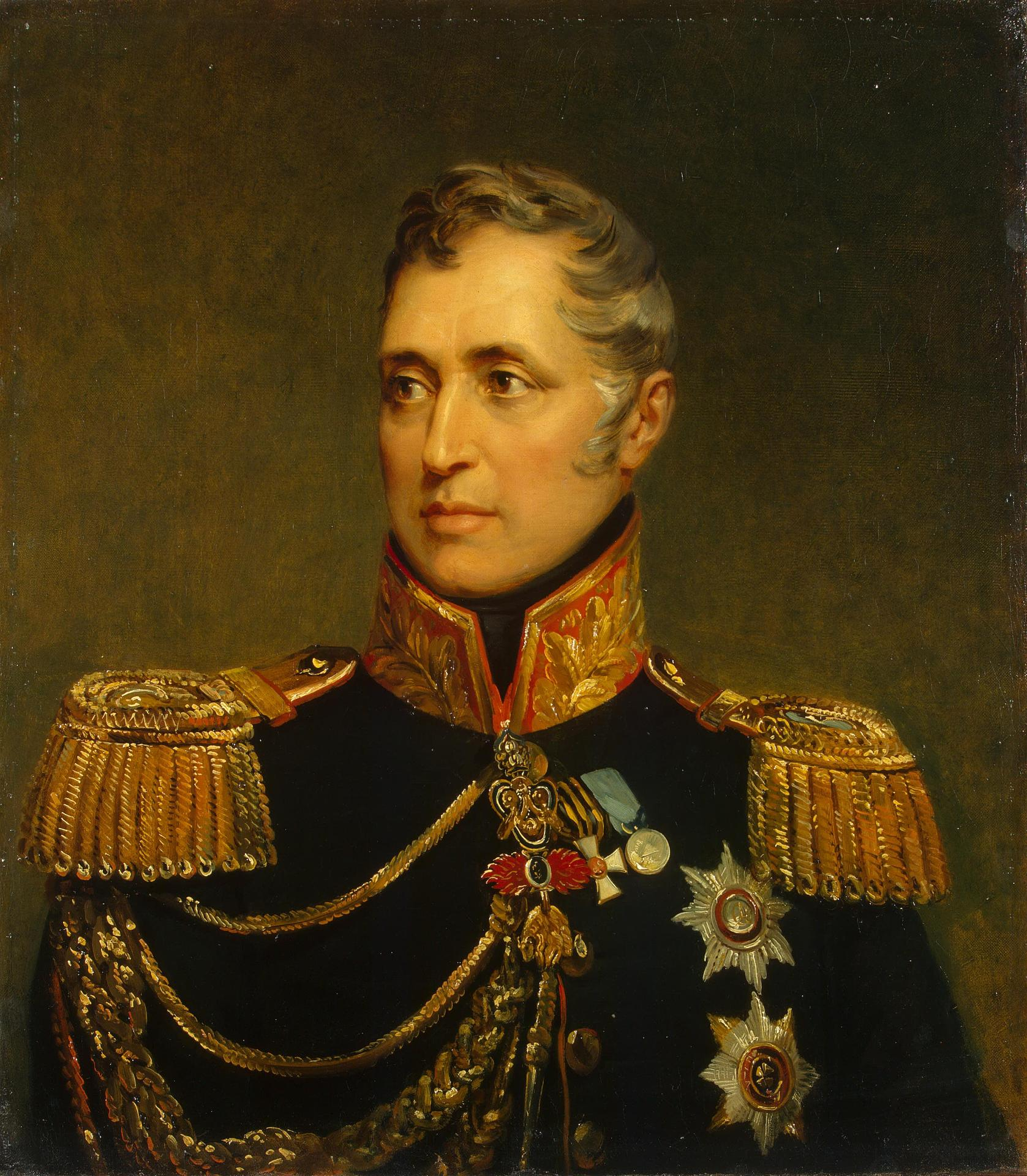
Général comte Carlo Andrea Pozzo di Borgo, ambassadeur de l'empereur de Russie en France
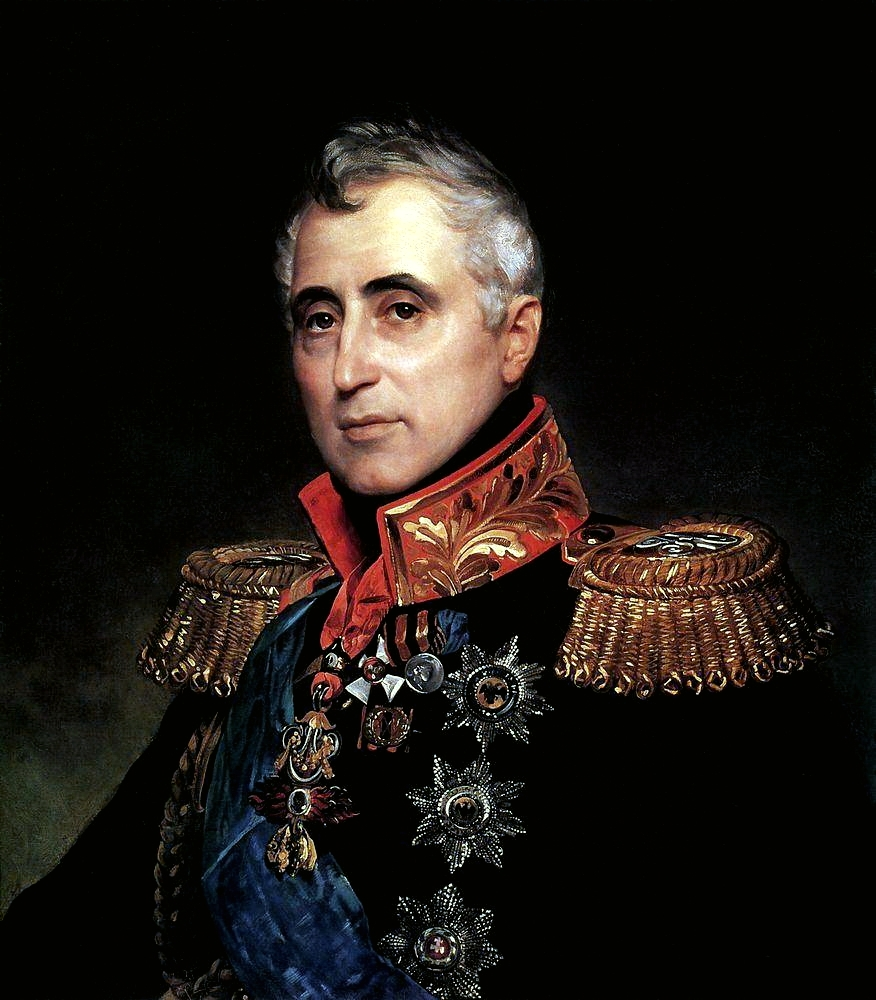
Général comte Carlo Andrea Pozzo di Borgo, ambassadeur de l'empereur de Russie en France par Karl Brulhov
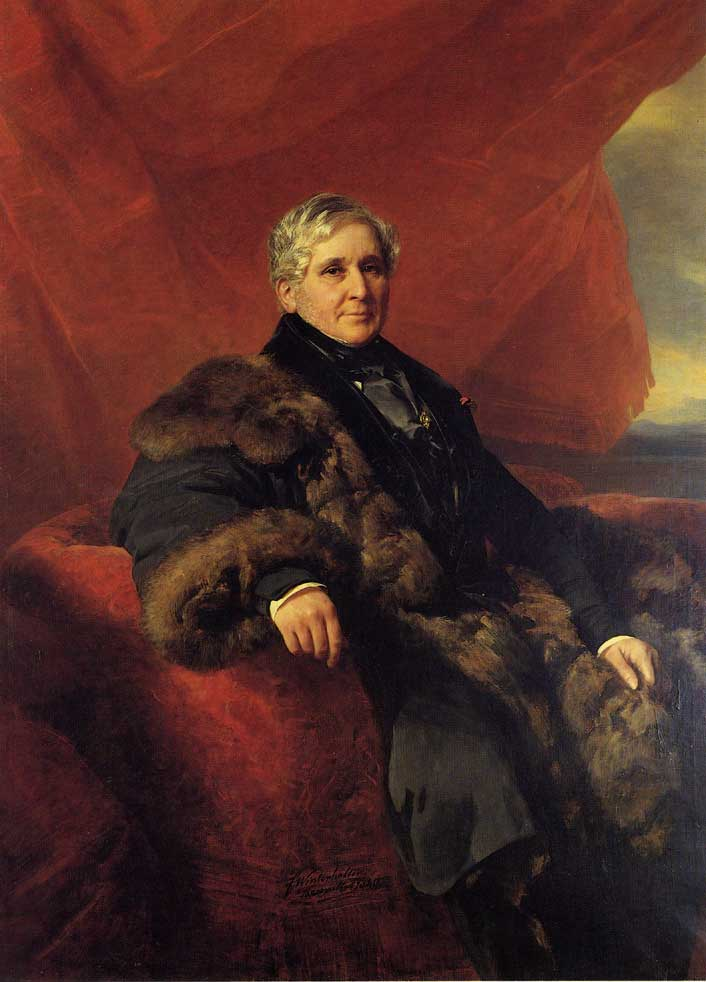
Charles-Jérôme, comte puis 1er duc Pozzo di Borgo
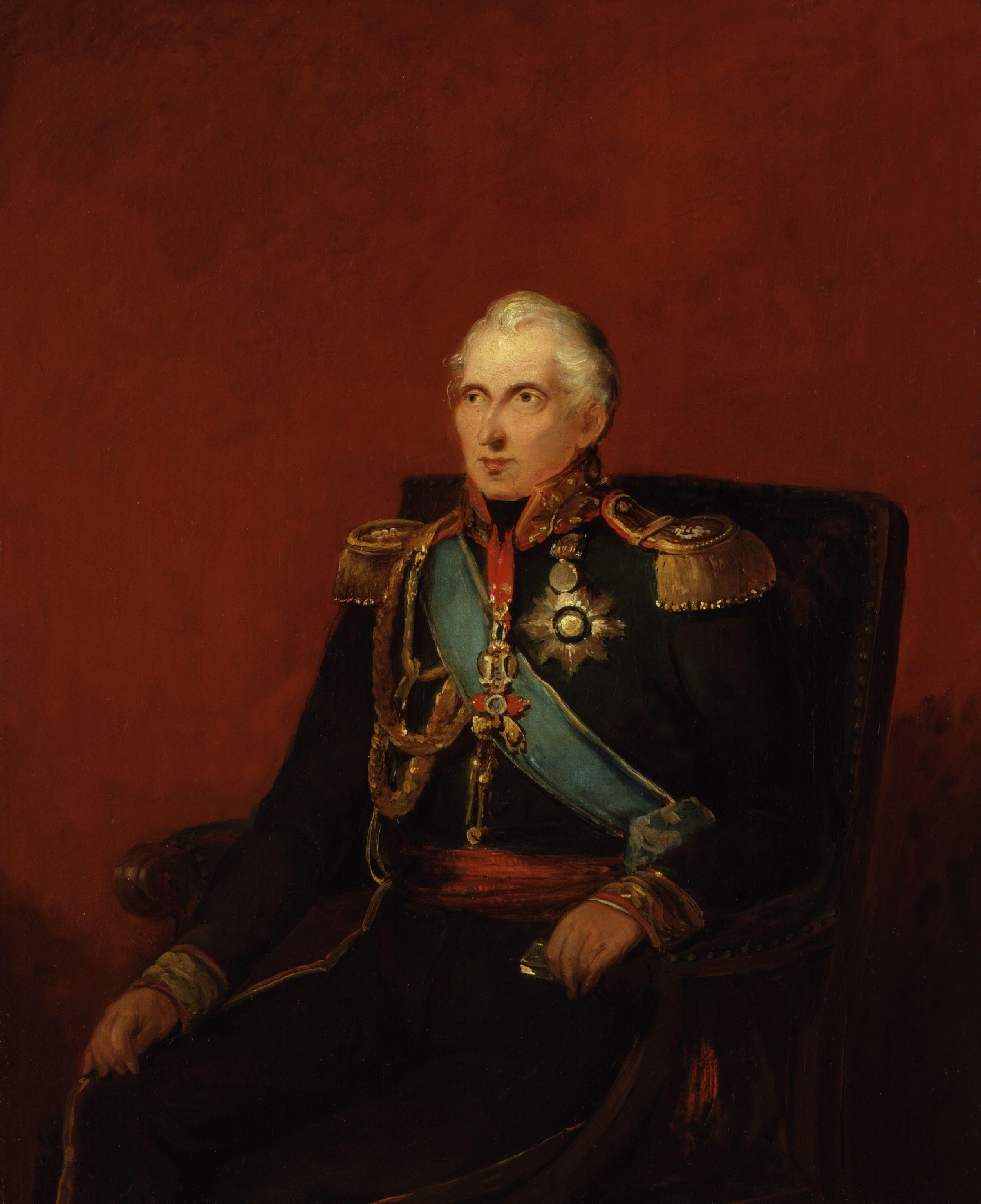
Général comte Carlo Andréa Pozzo di Borgo par William Salter
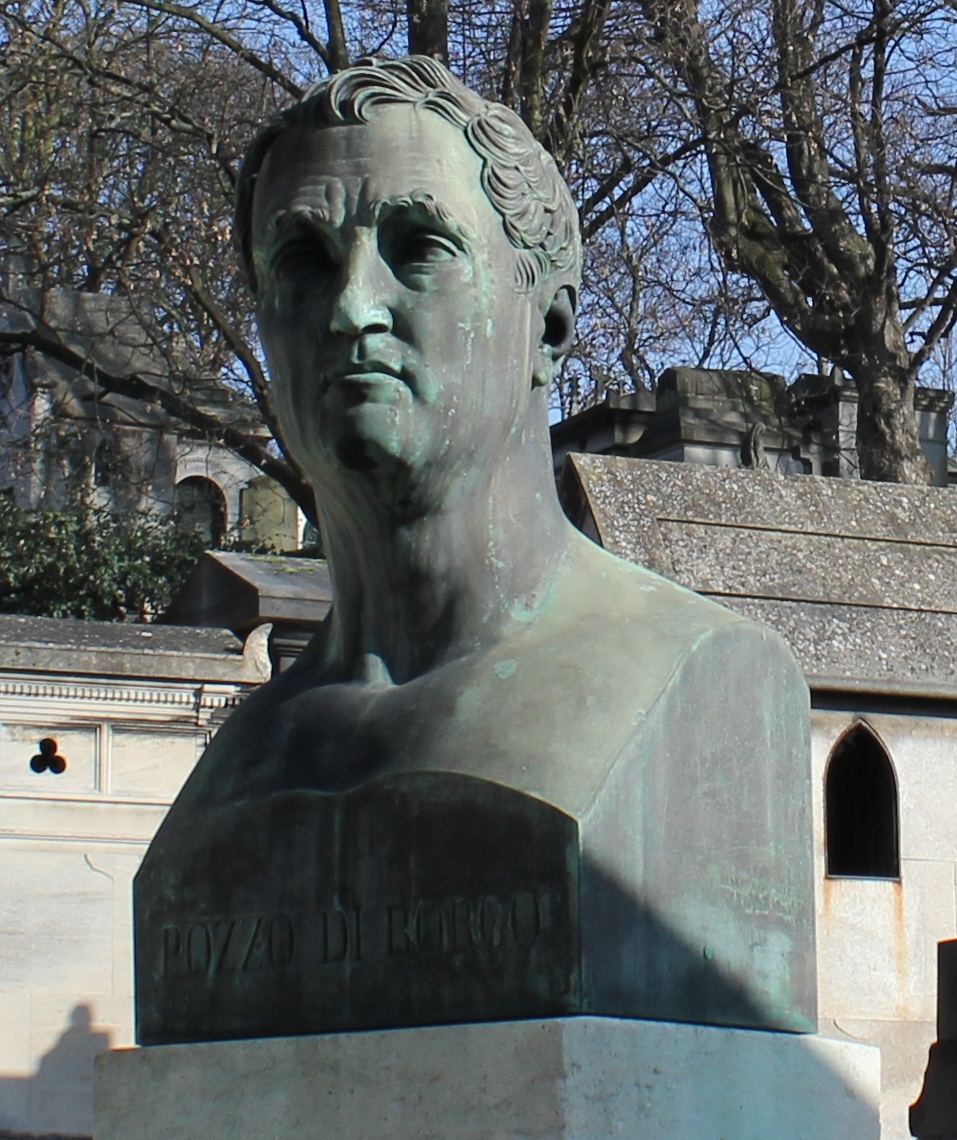
Général comte Carlo Andrea Pozzo di Borgo, statue au cimetière du Père-Lachaise
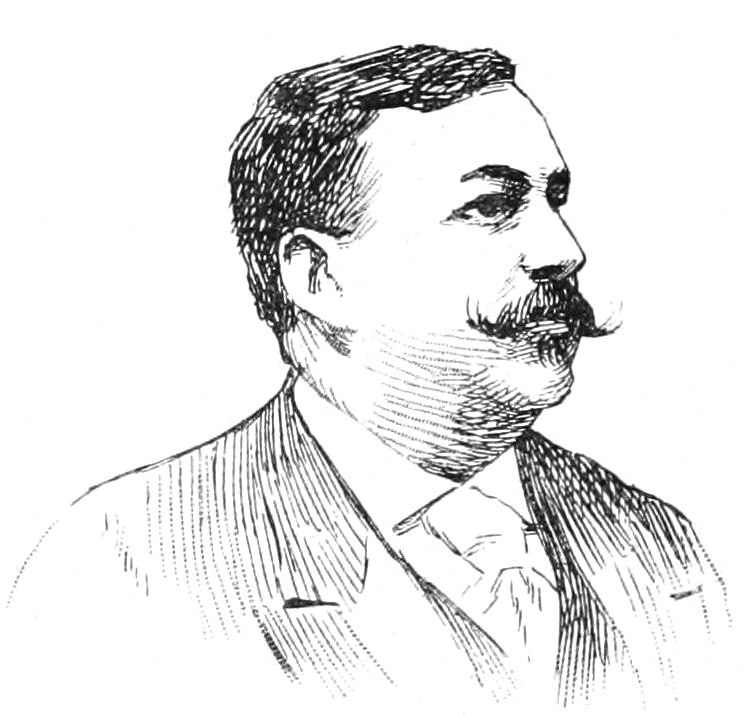
Charles Jean Félix Pozzo di Borgo, conseiller général, député de la Corse à l'Assemblée nationale
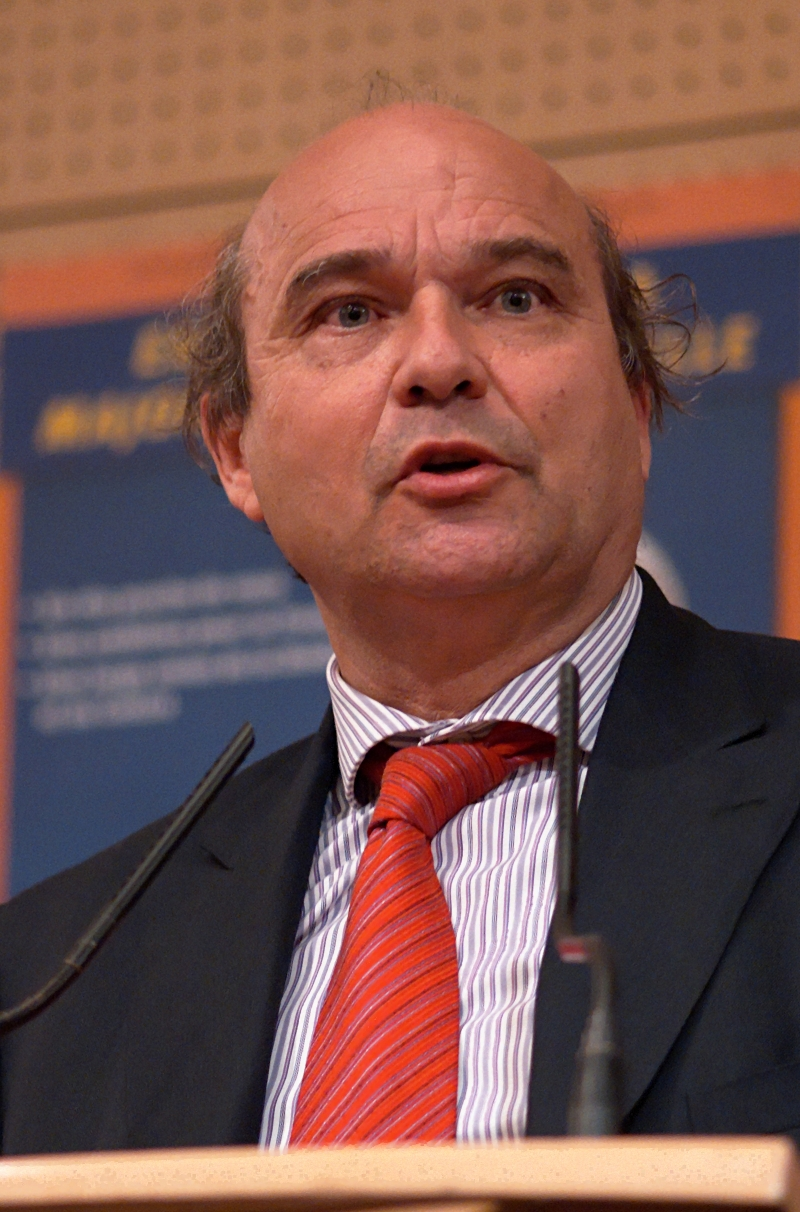
Yves Pozzo di Borgo, sénateur, conseiller de Paris, membre de l'assemblée parlementaire du conseil de l'Europe, adjoint à la mairie du 7e arrondissement de Paris

## Alliances
Les principales alliances de la Famille Pozzo di Borgo sont : de Montesquiou-Fézensac (1857), de Boisgelin (1881), de Vogüé (1949), de Noailles (2019), etc.

## Armes

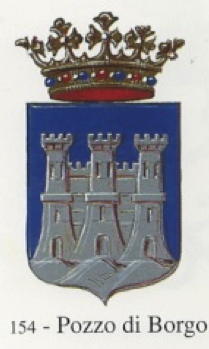
Blason ancien famille Pozzo di Borgo
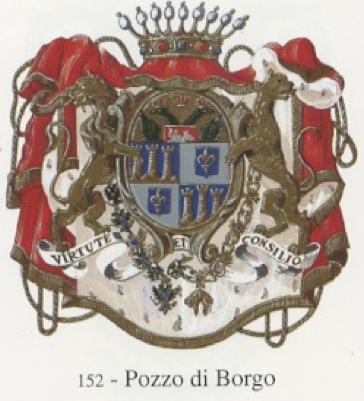
Blason famille Pozzo di Borgo (branche ducale)
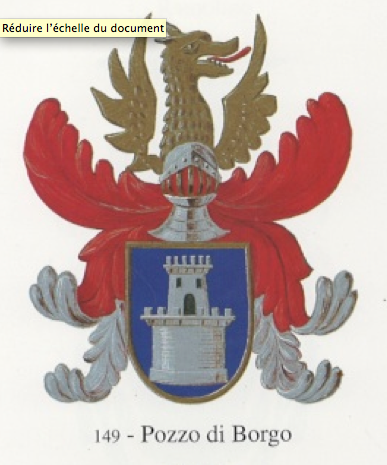
Blason famille Pozzo di Borgo (branche italienne)
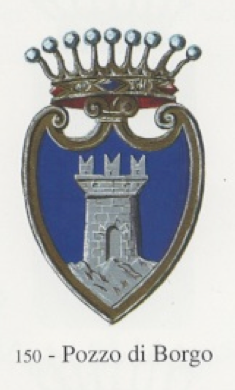
Blason famille Pozzo di Borgo (branche vénitienne)

### Sources et bibliographie
- Armorial de la Corse, François Demartini, édition Alain Piazzola, janvier 2003
- Armorial corse, Colonna de Cesari Rocca, édition Henri Jouve, 1892
- Le Corail en Méditerranée, textes réunis par Michel Vergé-Franceschi et Antoine-Marie Graziani, édition Alain Piazzola, juillet 2003
- La Corse, Venise et la Méditerranée, textes réunis sous la direction de Michel Vergé Franceschi, édition Alain Piazzola, 2009
- Pozzo di Borgo, diplomate de l'Europe française, Pierre Ordioni, Paris édition Plon, 1935
- Pozzo di Borgo contre Napoléon, Pl. Albertini et J. Marinetti, édition Jean Peyronnet, 1966
- Pozzo di Borgo et Bonaparte en Corse, Paul Maurin Carcopino, Toulon
- Pozzo di Borgo, Corse, France et Russie, Paris, Calman Lévy, 1890
- Napoléon, une enfance en Corse, Michel Vergé-Franceschi, bibliothèque historique Larousse, juin 2009, rééd. en Poche-Larousse, 2015.
- Le Cap Corse, généalogie et destin, Michel Vergé-Franceschi, édition Alain Piazzola, 2006
- Les Bonapartes en Corse, François Demartini et Antoine-Marie Graziani, édition Alain Piazzola, juillet 2001
- Napoléon et Pozzo di Borgo, John Mac Erlean, édition de Paris, 2007
- Pozzo di Borgo (1764-1842), L'ennemi juré de Napoléon, Michel Vergé-Franceschi, éd. Payot, 2015, Prix de la Fondation Napoléon (1er Empire) 2016. Préface de Jean Tulard, de l'Institut.
- Autour de Charles-André Pozzo di Borgo (1764-1842), cousin de Napoléon et ambassadeur de Russie en France, Direction scientifique Michel Vergé-Franceschi, éd. Albiana, 2018, Premier colloque d'Histoire diplomatique d'Alata.
- Film Pozzo di Borgo, réalisé en 2016 à Paris, Moscou, Ajaccio par Tania Rakhmanova pour FR3-Corse avec le Pr Michel Vergé-Franceschi (Paris), et la Pr Natalia Tanchina (Moscou), réalisation pour M. Waksman (Ajaccio).
- Répartition par départements (France, 1891-1990) du patronyme « Pozzo di Borgo » fournie par l’Insee et présentée par le site Filae (anciennement Géopatronyme)